# Cucullia cellulata
Cucullia cellulata là một loài bướm đêm trong họ Noctuidae.